# Teobaldo Power y Lugo-Viña

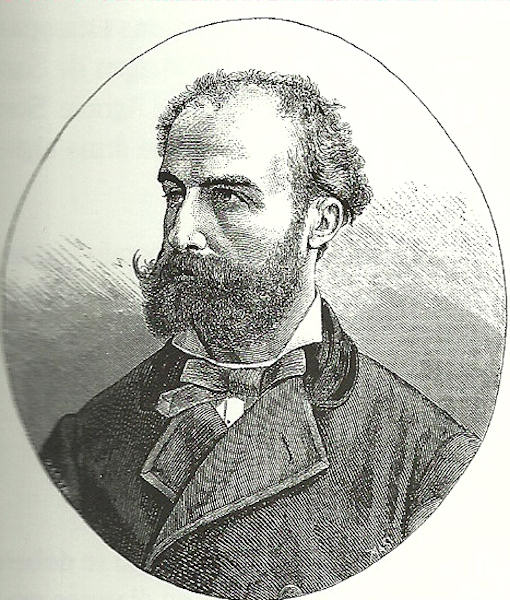
Teobaldo Power

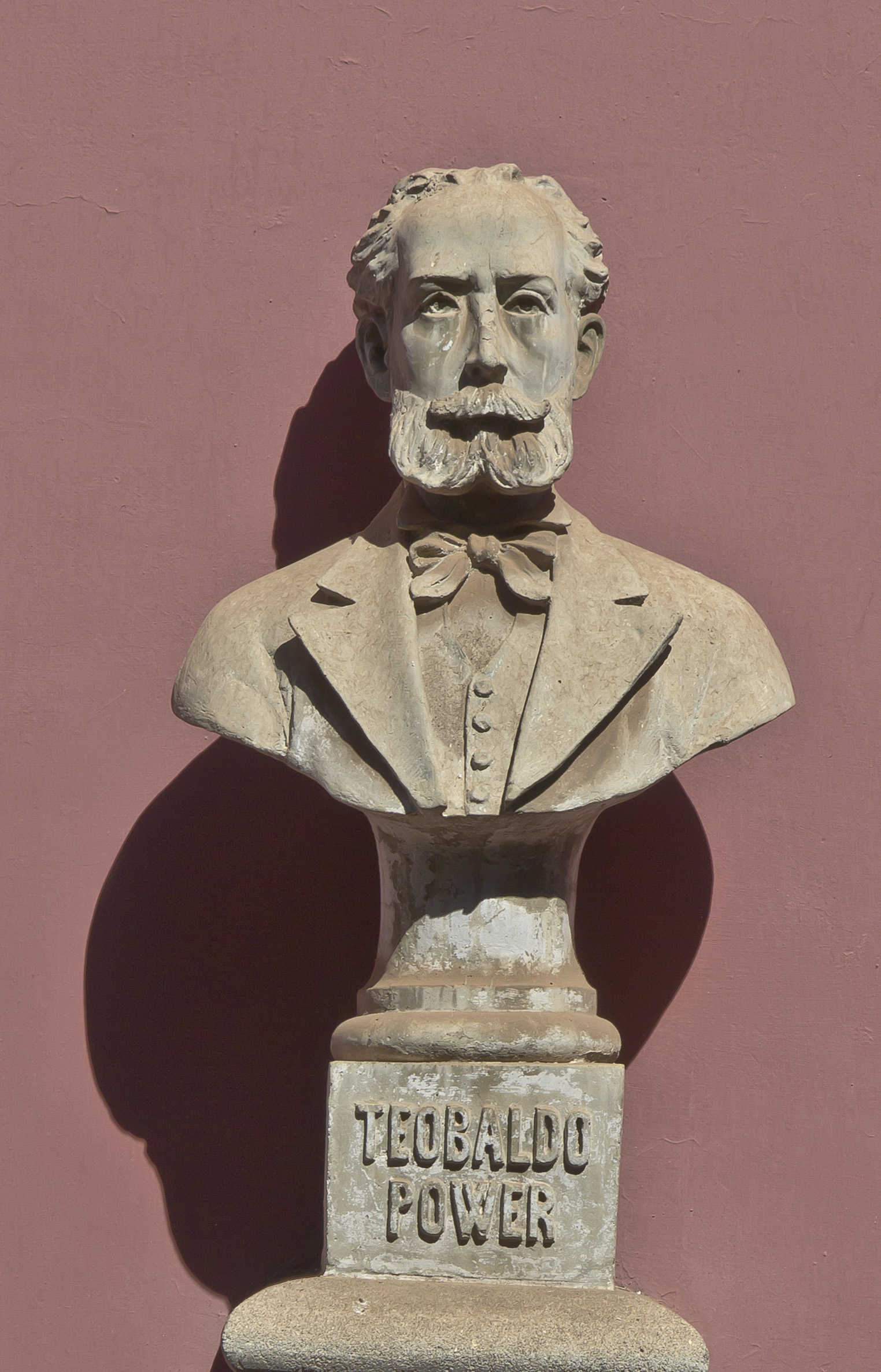

Teobaldo (Joseph) Power y Lugo-Viña de los Reyes y de la Conception (Santa Cruz de Tenerife, 6 januari 1848 – Madrid, 16 mei 1884) was een Spaans componist, muziekpedagoog, organist en pianist. Hij was de tweede zoon van de militair en Ierse zakenman Bartolomé Power en Margarita Lugo-Viña.

## Levensloop
Power y Lugo-Viña was van klein af aan een virtuoos op het piano. Een eerste compositie van Power y Lugo-Viña Polonesa-Mazurca werd in een magazine "El Instructor y Recreo de las Damas" in 1858 in Santa Cruz de Tenerife gepubliceerd en in een openbaar concert door de schilder en musicus Nicolás Alfaro presenteert. Hij studeerde in Barcelona bij Gabriel Balart (1824-1893) (compositie) en vanaf februari 1862 met een studiebeurs van de "Diputación Barcelona" harmonie, piano, contrapunt en fuga in Parijs bij onder anderen Elwert, Antoine François Marmontel en Ambroise Thomas. Hier studeert hij op 18-jarige leeftijd af.
Op 27 augustus 1864 keert Theobald Power terug naar Santa Cruz de Tenerife en verzorgd onmiddellijk een concert waar hij werken van Johann Nepomuk Hummel, Sigismund Thalberg en Ludwig van Beethoven uitvoert. Verder werd door "La Banda de Música de Santa Cruz" een eigen ouverture La Aurora, voor harmonieorkest, die hij al in 1863 - oorspronkelijk voor orkest - gecomponeerd heeft, uitgevoerd. Op de weg van Parijs naar Tenerife geeft hij nog een recital in het "Teatro Principal de Barcelona" met eigen werk en een werk van Houtski El despertar del león alsook de Variaciones sobre un tema de "Don Giovanni" van Sigismund Thalberg en heeft groot succes.
Sindsdien begon zijn snelle pianisten-carrière met reizen naar Madrid, Málaga, Cuba, Lissabon en Madeira. Vanwege zijn slechte gezondheid verbleef hij enige tijd in zijn geboorteland Tenerife, waar hij de Cantos Canarios (1880) componeerde. Dit werk is gecomponeerd in de Canarische cultuur uit fragmenten van de meest beroemde populaire liederen en aangepast aan de Europese klassieke muziek. De melodie van het volkslied van de autonome gemeenschap der Canarische Eilanden is van Teobaldo Power y Lugo-Viña.
Op 7 april 1879 huwde hij Julia González Lugo-Viña.
Twee jaar vóór zijn dood werd hij hoofdvakdocent voor piano aan het Escuela Nacional de Música de Madrid in Madrid en tegelijkertijd tweede organist aan de Capilla Real (Koninklijke kapel). Hij overleed op 36-jarige leeftijd aan tuberculose.
In Santa Cruz de Tenerife is een straat naar hem benoemd: Calle Teobaldo Power.

## Composities

### Werken voor orkest
- Symfonie Nr. 1 in A mineur
- 1863 La Aurora, ouverture
- 1880 Cantos Canarios[1]
- 1884 Symfonie Nr. 2 in C majeur
- Polonesa de concierto
- Arrorró, volkslied van de autonome gemeenschap der Canarische Eilanden - tekst: Benito Cabrera Hernandez

### Werken voor harmonieorkest
- 1863 La Aurora, ouverture
- Pasodoble Islas Canarias
- Arrorró, volkslied van de autonome gemeenschap der Canarische Eilanden - tekst: Benito Cabrera Hernandez

### Muziektheater

#### Opera's
| Voltooid in | titel                        | aktes | première                                                | libretto                             |
| ----------- | ---------------------------- | ----- | ------------------------------------------------------- | ------------------------------------ |
| 1870        | A normando, normando y medio |       | 10 januari 1948, Santa Cruz de Tenerife, Teatro Guimerá | Denizet «A Normand, Normand et demi» |

### Vocale muziek
- Seguidillas, voor zangstemmen en tokkelensemble

### Kamermuziek
- Una noche en Tunisia, voor trompet, contrabas, piano en slagwerk

### Werken voor piano
- 1858 Polonesa-Mazurca
- Barcarola
- Canción Española
- Cantos Canarios
- Sonata en do menor

## Media
1. ↑  Cantos Canarios (orkestversie)

- Biblioteca Nacional de España: XX946572
- Bibliothèque nationale de France: cb14806350x (data)
- Gemeinsame Normdatei: 1135927227
- International Standard Name Identifier: 0000 0000 5953 7292
- Library of Congress Control Number: nr98008833
- MusicBrainz: f7c0ba30-04e3-4671-a798-fe9f4f1052b1
- Virtual International Authority File: 32261906
- WorldCat: E39PBJcKFCTgJgvYMrhGgD9hpP